# Себастјен Леб
Себастјен Леб (фр. Sébastien Loeb; Хагуенау, 26. фебруар 1974) бивши је француски професионални рели-возач. Светски првак је био девет пута заредом: 2004, 2005, 2006, 2007, 2008, 2009, 2010, 2011. и 2012. Првенства је освајао са сувозачем Данијелом Еленом. Сматра се једним од најбољих рели-возача који је икада возио и једним од највећих аутомобилиста уопште. Носилац је француске Легије части.

## Спортска биографија
У младости се бавио гимнастиком. Аутомобилизмом се почео бавити у 21 години. Пуну афирмацију постигао је возећи у истом тиму са великим возачима Карлосом Саинзом и Колином Макреом. Први наступ на трци Светског првенства у релију имао је у сезони 2002. за екипу Ситроена (енгл. Citroën Total World Rally Team). Те сезоне забележио је прву победу у Светском шампионату (Рели Немачка). Од првога наступа на Светском првенству у релију па све до данас (2009), победе и наслове освајао је возећи Ситроенове аутомобиле.